# St. Jakobus (Koblenz)

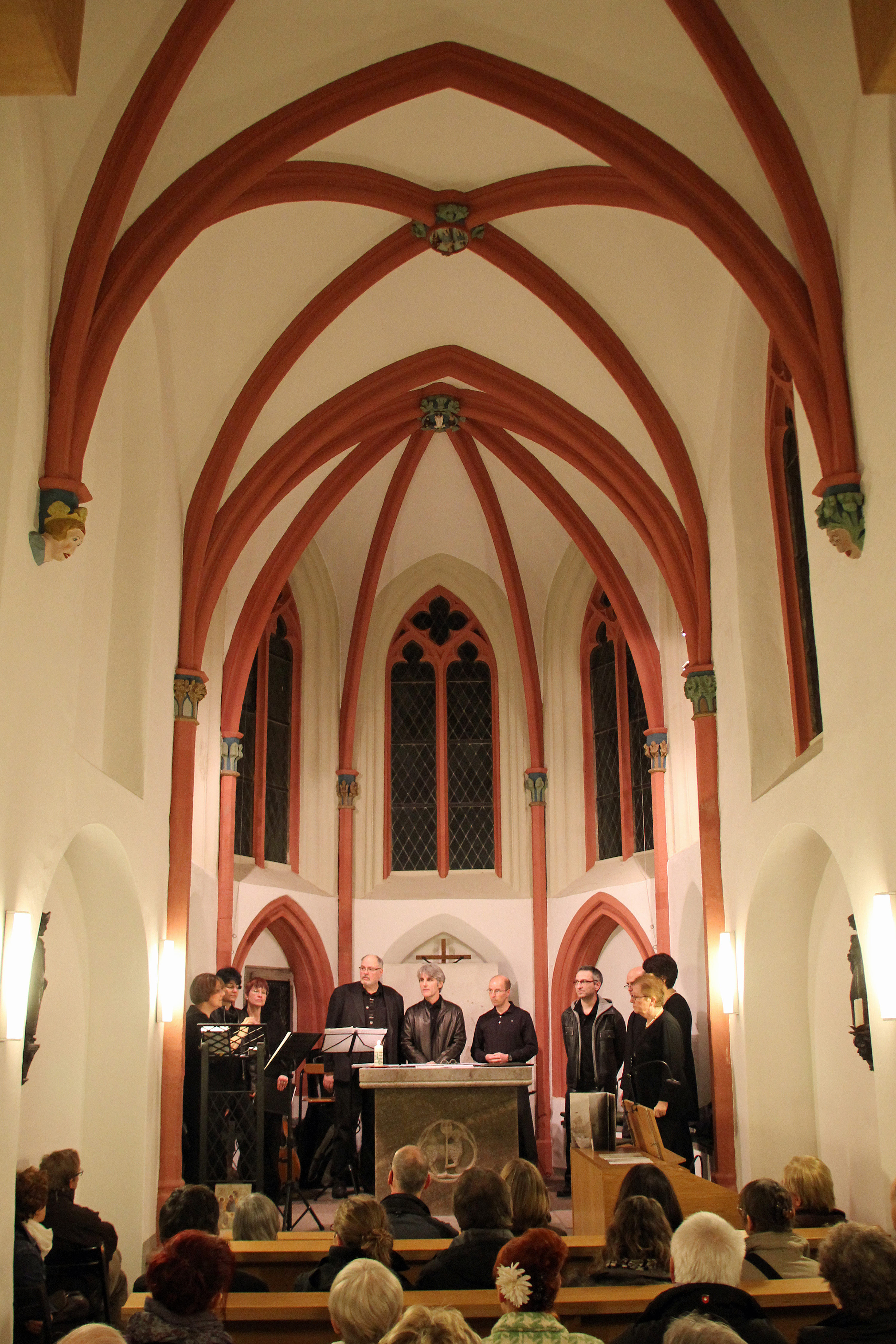
Innenansicht

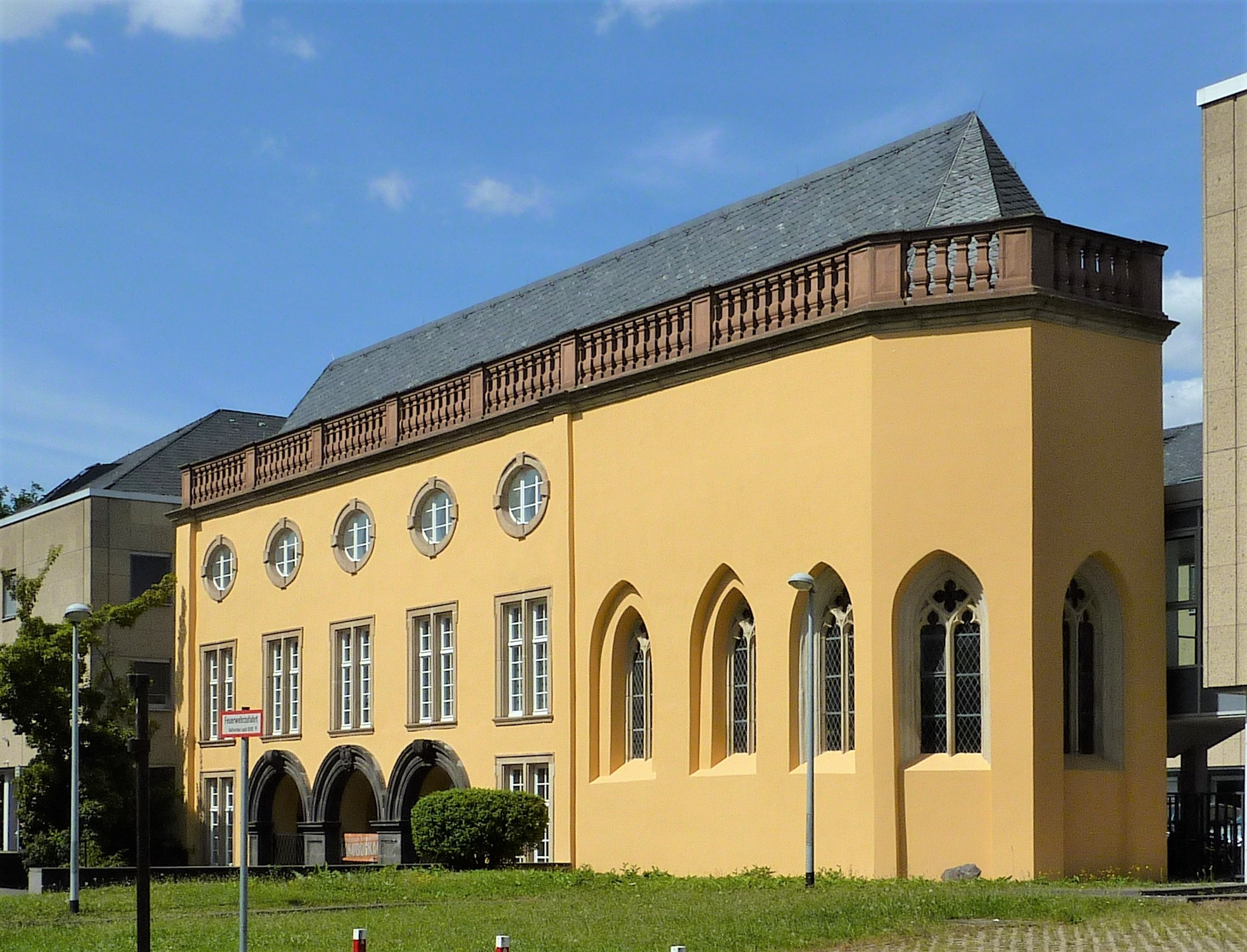
Blick zum Chor

St. Jakobus ist eine Kapelle der alt-katholischen Gemeinde in Koblenz. Das 1355 erbaute gotische Gotteshaus war ursprünglich eine Friedhofskapelle des Deutschen Ordens. Sie liegt gegenüber der Kastorkirche und ist an den Südflügel des ehemaligen Leyenschen Hofs angebaut, in dem sich heute das Landesamt für Straßen- und Verkehrswesen Rheinland-Pfalz befindet. Der Patron der Kapelle und Gemeinde ist Jakobus der Ältere. Die Koblenzer Gemeinde gehört zur Alt-Katholischen Kirche in Deutschland.

## Geschichte
Die ursprünglich freistehende Kapelle wurde 1355 als Schenkung der Witwe Patza auf dem Friedhof der benachbarten Deutschordenskommende erbaut. Später wurde die Friedhofskapelle bei Erweiterungen des seit dem 16. Jahrhundert bestehenden Stadthofs der Familie von der Leyen an dessen Südflügel angegliedert. Der Leyensche Hof erfuhr bis ins 19. Jahrhundert Erweiterungen, bei denen auch die Kapelle stark verändert wurde. Der Hof bestand aus einem vierflügeligen Gebäudekomplex, der sich um einen Innenhof gruppierte. Der westliche Zugang der Kapelle wurde 1589 geschlossen und auf die Innenhofseite verlegt. 1725 gestaltete der Trierer Hofbaumeister Johannes Seiz den Hof neu.
Bei den Luftangriffen auf Koblenz im Zweiten Weltkrieg wurde 1944 der Leyenschen Hof bis auf den Südflügel zerstört. Der ehemalige Stadthof wurde auf gleichem Grundriss 1967 modern aufgebaut. Dabei wurde der erhaltene Südflügel samt Kapelle, dessen Westzugang seit 1968 wieder geöffnet ist, instand gesetzt und der alt-katholischen Gemeinde als Ersatz für ihre eigene im Krieg zerstörte St.-Bonifatius-Kirche zur Verfügung gestellt. Die letzte Restaurierung führte 1990 das Staatsbauamt Koblenz-Süd durch.
Nachdem bekannt geworden war, dass der ehemalige von der Leyensche Hof veräußert werden sollte und die Kapelle für größere Gottesdienste ohnehin zu klein war, übernahm die alt-katholische Gemeinde ein ehemaliges evangelisches Gemeindezentrum auf dem Asterstein, es wird seit dem 1. Dezember 2013 als St.-Jakobus-Kirche genutzt. Die Gemeinde strebt aber an, die alte Kapelle in der Altstadt weiterhin für ihre Gottesdienste und kulturelle Veranstaltungen zu nutzen sofern bei einem Verkauf eine entsprechende Übereinkunft mit dem neuen Eigentümer getroffen werden kann.

## Bau
Die einschiffige, spätgotische Kapelle mit Kreuzrippengewölbe ist ein Putzbau mit Hausteingliederung, die sich östlich an den Südflügel des ehemaligen Leyenschen Hofs anschließt. Die drei Joche tiefe Kapelle schließt im Osten mit einem 5/8-Chor ab. Bemerkenswert ist das Fehlen der äußeren Strebepfeiler, dafür gibt es ein Wandpfeilersystem im unteren Bereich des Innenraums. Im oberen Wandbereich befinden sich zweiteilige spitzbogige Maßwerkfenster.
Der Südflügel des ehemaligen Leyenschen Hofs ist ein dreigeschossiger, ebenfalls verputzter barocker Bau mit Hausteingliederung. Das Erdgeschoss hat drei Pfeilerarkaden mit kräftigen Basaltgewänden und einem Durchgang zum Innenhof. Das Obergeschoss ist mit fünf geohrten Doppelfenstern und darüber charakteristisch liegenden Ovalfenstern versehen. Über der Traufe sind Südflügel und Kapelle mit einer Steinbalustrade und einem Walmdach ausgestattet.

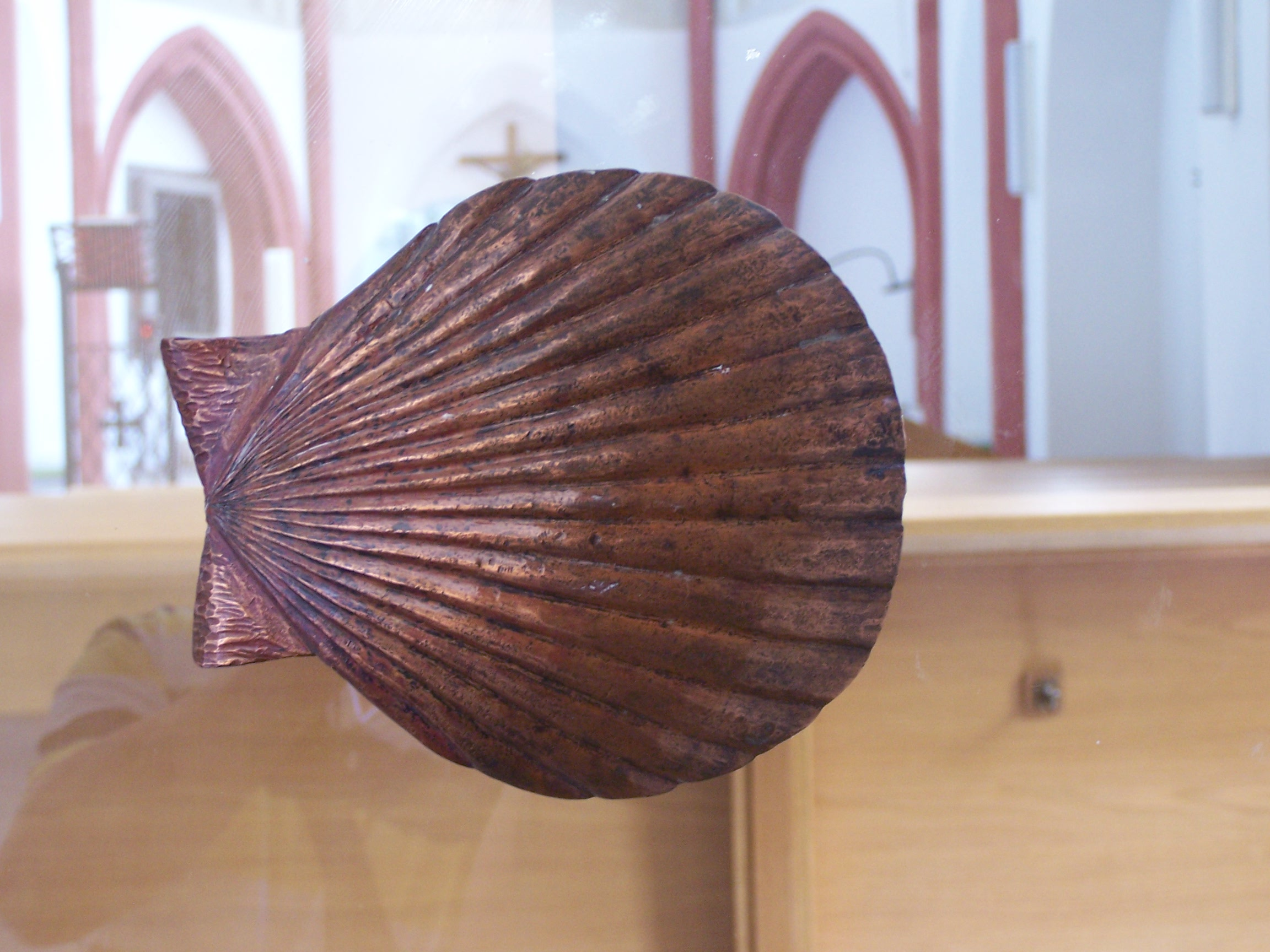
Türgriff
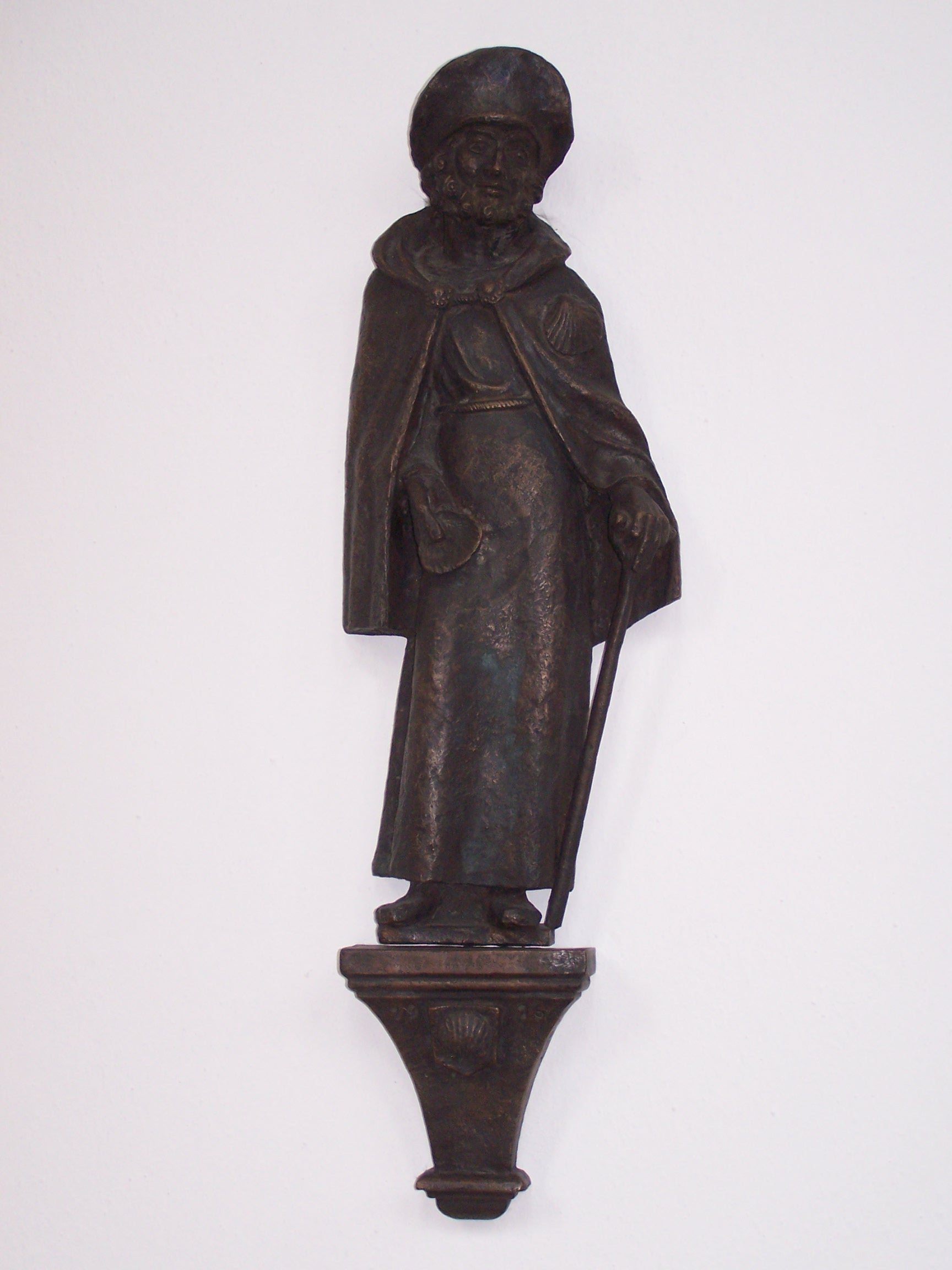
Jakobusstatue

## Denkmalschutz
Die St.-Jakobus-Kapelle ist ein geschütztes Kulturdenkmal nach dem Denkmalschutzgesetz (DSchG) und in der Denkmalliste des Landes Rheinland-Pfalz eingetragen. Sie liegt in Koblenz-Altstadt in der Straße Am Alten Hospital.
Seit 2002 ist die St.-Jakobus-Kapelle Teil des UNESCO-Welterbes Oberes Mittelrheintal.